# Batalla del château d'Aux

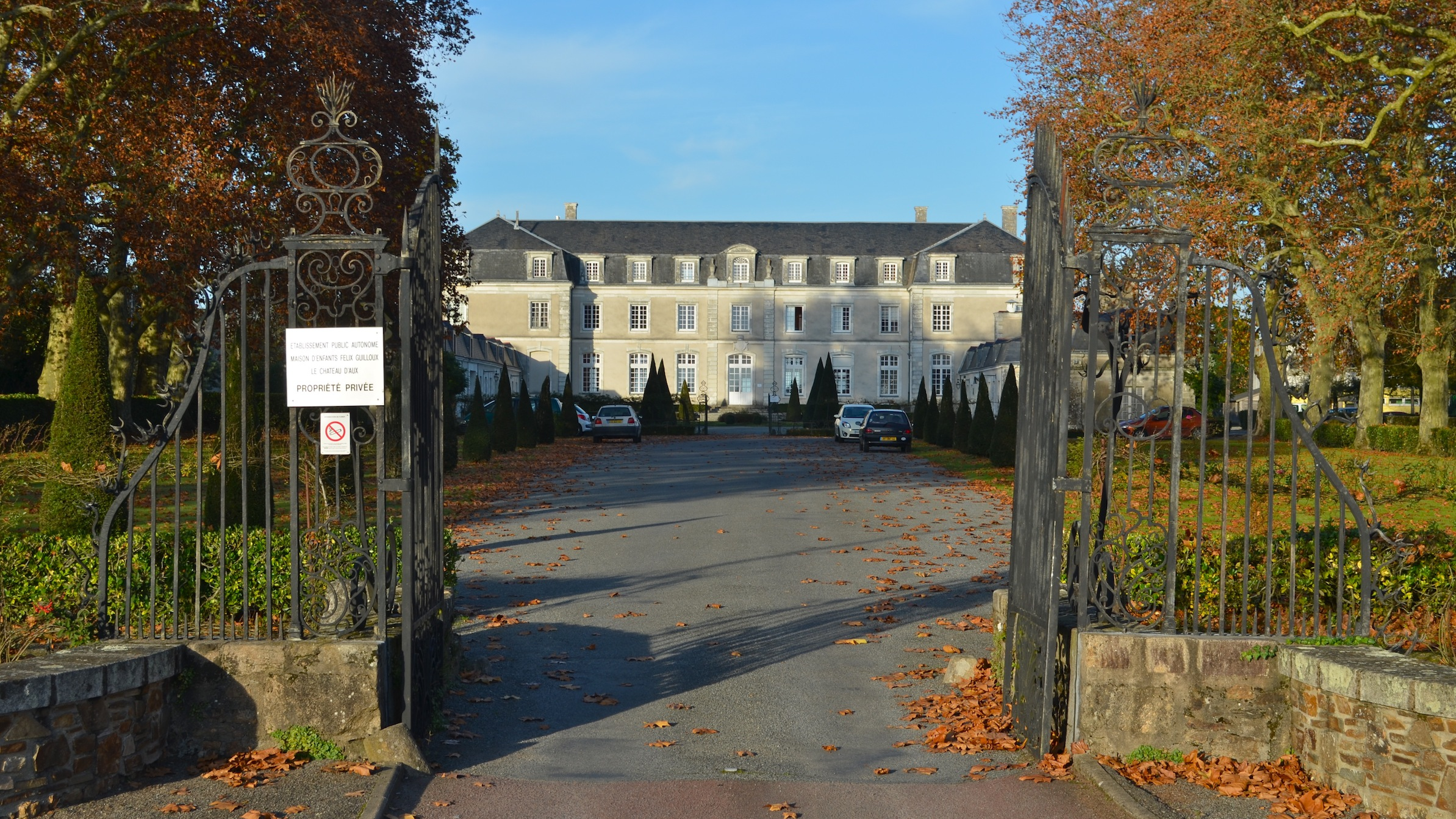
Castell de La Chateau Aux

Batalla del château d'Aux La batalla del Château d'Aux va tenir lloc el 10 d'agost de 1793 durant la Revolta de La Vendée. Acaba amb la victòria dels republicans que repelen l'atac dels Vendeans contra el castell d'Aux, a la comuna de Saint-Jean-de-Boiseau, avui sobre la de La Montagne.

## Forces presents
Segons Émile Gabory, Louis-François Ripault de La Cathelinière només tenia 700 homes, mentre que la guarnició del Château d'Aux tenia 1.800 homes. No obstant això, en un informe a la Convenció Nacional {A 1}, el representant en missió Pierre Mathurin Gillet escriu que el castell d'Aux és defensat per 700 homes d'un batalló de voluntaris de Loire-Inférieure comandat pel ciutadà Martin i un destacament de voluntaris de la Manega, mentre que eleva el nombre d'agressors a 6.000,
| « | "El líder dels bandolers, Cherette, havia anunciat que vindria ahir a pertorbar la festa de la república a Nantes i Paimboeuf, atacant aquestes dues ciutats alhora. Estàvem ben disposats a rebre'l; però les seves amenaces no es van fer realitat i la festa es va celebrar a Nantes enmig de l'alegria pública. Només el Chateau-d'Eau va ser atacat per uns sis mil homes. Aquest post és molt difícil de defensar; es troba a la riba esquerra del Loira, en una altura que domina la foneria nacional d'Indret; està custodiat per 700 homes d'un batalló de Loire-Inférieure, i un destacament del de Manche. L'atac va començar a dos quarts de deu i es va allargar fins a les quatre de la nit. El general Dubouchade, inspector d'artilleria, que n'havia estat informat, va anar al matí de Nantes a Indret; va arribar en el moment de l'atac; va fer jugar les piles d'Indret; aviat van silenciar els dels bandolers, que es van veure obligats a abandonar al principi tres dels punts sobre els quals dirigien el seu atac. Aleshores es van unir en un quart punt, on les piles no els podien arribar; però foren vigorosament rebutjats per les nostres tropes, que lluitaren amb gran valor i coratge. Els bandolers tenien en aquest afer un gran nombre de morts o ferits. Se'ls van treure diversos presoners; només vam perdre un home mort; tres van resultar ferits lleus; d'aquest nombre és el ciutadà Martin, cap del batalló del Loire-Inferieure i comandant del lloc. | » |
| — Carta a la Convenció Nacional del representant en missió Pierre Mathurin Gillet, escrita l'11 d'agost de 1793 a Nantes., | |   |

Favereau, el director de la foneria d'Indret, valora els revoltats en 8.000, enfront de 800 homes col·locats al castell d'Aux. També declara haver utilitzat durant la lluita dos canons de 18 lliures col·locats a la terrassa del castell d'Indret. A les seves memòries {A 2}, el líder de Vendée Pierre-Suzanne Lucas de La Championnière, present durant la batalla, situa la guarnició en 600 homes. No dona el nombre de Vendeans, però indica que només tenen un canó de 4 lliures com a artilleria.
| «                                                        | "El senyor de la Cathelinière, avorrit per la proximitat de les tropes del Château d'Aux, va decidir finalment formar un atac. La captura d'aquest petit pal va ser més important del que semblava creure: mestres de les altures on es troba, sota resistència durant molt de temps. Però havíem perdut el moment real d'atacar-lo, era el dia del setge de Nantes. La guarnició aïllada, desconeguda del que passava a la ciutat assetjada, segurament s'hauria rendit si s'hagués pressionat una mica. El senyor de la Cathelinière tenia por de gastar-se la poca pólvora que tenia i de no poder després defensar el seu lloc en cas de mal èxit. Encara que els seus mitjans encara eren igual de febles, a petició de tota la gent del país, van marxar cap al castell d'Aux amb una peça de 4 només. La guarnició era de 600 homes i era suficient per custodiar un recinte envoltat de fortíssimes muralles, impenetrables a les nostres febles boles. Ens vam acostar molt a prop de les parets; Lapierre, que havia estat criat a la casa, va avançar sol per trencar una porta, però un mur de terra el sostenia; vam fer un gran nombre de trets i ens vam insultar per banda i banda; els republicans a cobert van aguantar els nostres cops; no va ser així amb nosaltres: encara que protegits pels arbres del voltant, uns quants sempre queien. El senyor de la Cathelinière, desitjant visitar un lloc que creia favorable, fou ferit a l'espatlla; ningú no era en condicions de substituir-lo, ja no érem obstinats i tranquils reprenem el camí de Port-Saint-Père sense que la guarnició gosés marxar. Vam tenir dotze homes morts i molts ferits de manera greu. | » |
| — Memòries de Pierre-Suzanne Lucas de La Championnière., | |   |

## Procediment
El 10 d'agost de 1793, venint de Port-Saint-Père, els Vendeans de La Cathelinière van atacar el lloc del Château d'Aux, a sis quilòmetres al sud-oest de Nantes, amb l'objectiu d'aïllar la foneria d'Indret per aconseguir la seva rendició.
L'atac comença a dos quarts de deu del matí. Un llarg tiroteig es va oposar als republicans, protegits pels murs del recinte, i als vendeans, amagats darrere dels arbres del voltant. L'únic canó dels insurgents era de calibre massa petit per trencar les muralles, mentre que les bateries de la foneria d'Indret, situada sota el castell d'Aux, repel·lien els atacants en determinats punts.
Després de diverses hores de combat, La Cathelinière va resultar ferit a l'espatlla. Privats del seu líder, els vendeans renuncien a la lluita i es retiren en bon ordre a Port-Saint-Père sense ser perseguits. La lluita s'atura a les quatre del vespre.

## Pèrdues
A les seves memòries, Pierre-Suzanne Lucas de La Championnière escriu que els Vendeans tenen dotze morts i molts ferits greus. El representant Gillet va declarar que els republicans tenien un mort i tres ferits lleus, inclòs el comandant de batalló Martin, mentre que els «bandants» van deixar un gran nombre de morts i ferits, així com presoners.